# 野口征吾
野口 征吾（のぐち せいご、1984年10月19日 - ）は、日本の実業家、歌手、俳優。ダンスユニットFLAMEの元メンバー。東京都出身。血液型はA型。ヴィジョンファクトリー、EMALFを経て芸能事務所ワンダーヴィレッジの代表取締役CEOを務める。明治大学商学部卒業。

## 来歴
2004年
- 11月：金子恭平の脱退後、FLAMEに加入。

2008年
- 4月：『トミカヒーロー レスキューフォース』にて準主役に抜擢され、劇場版『トミカヒーロー レスキューフォース 爆裂MOVIE マッハトレインをレスキューせよ!』では劇中披露されるダンスの振り付けも担当している。

2010年
- 3月1日付けでFLAMEは公式サイトにて解散を発表。同時にヴィジョンファクトリーを離れ芸能界を引退。
- 4月：都内のWeb広告代理店に入社。

2012年
- 4月：主婦と生活社JUNON編集部にて勤務。
- 6月：5人編成でFLAMEが再結成され芸能界に復帰[1]。

2013年
- 3月：EMALF（エマルフ）結成を発表[2]。自ら「スーパー裏方」を称し、精力的に活動している。

2015年
- 12月: EMALF活動休止

2016年
- 1月7日 : 芸能事務所、株式会社ワンダーヴィレッジ(WONDER VILLAGE Inc.)を設立して代表取締役CEOに就任

## 出演

### テレビドラマ
- スターライト（2005年10月、テレビ東京） - 長谷川圭一 役
- トミカヒーロー レスキューフォース（2008年4月 - 2009年3月、テレビ東京） - 陣雷響助 / R2 役
- ハンチョウ〜神南署安積班〜 File.1（2009年4月13日、TBS） - 横谷茂之 役

### ラジオ
- GROOVE FROM K-WEST（2005年10月、BAY-FM）

### 映画
- トミカヒーローシリーズ
  - トミカヒーロー レスキューフォース 爆裂MOVIE マッハトレインをレスキューせよ!（2008年） - 陣雷響助 / R2 役、劇中ダンス振り付け
  - 爆走!トミカヒーローグランプリ（2008年） - 陣雷響助 / R2 役

### 舞台
- EMALF×劇団TEAM ODAC「フューチャーブラザーズ」（2013年9月4 - 8日、中野ザ・ポケット） - 水野 / ダブル 役